# Campeonato de Wimbledon 2017
El Campeonato de Wimbledon de 2017 se llevó a cabo entre el 3 de julio y el 16 de julio de 2017 sobre las pistas de césped del All England Lawn Tennis and Croquet Club, ubicado en Wimbledon, Reino Unido. Esta es la 131.ª edición del campeonato y el tercer torneo de Grand Slam del año.

## Puntos y premios

### Distribución de puntos

#### Séniors
| Evento               | G    | F    | SF  | CF  | R16 | R32 | R64 | R128 | C  | C3 | C2 | C1 |
| Individual masculino | 2000 | 1200 | 720 | 360 | 180 | 90  | 45  | 10   | 25 | 16 | 8  | 0  |
| Dobles masculino     | 2000 | 1200 | 720 | 360 | 180 | 90  | 0   | —    | 25 | —  | —  | —  |
| Individual femenino  | 2000 | 1300 | 780 | 430 | 240 | 130 | 100 | 5    | 60 | 50 | 40 | 2  |
| Dobles femenino      | 2000 | 1300 | 780 | 430 | 240 | 130 | 5   | —    | 48 | —  | —  | —  |

| Evento     | G   | F   | SF  | CF  |
| Individual | 800 | 500 | 375 | 100 |
| Dobles     | 800 | 500 | 100 | —   |

| Evento               | G   | F   | SF  | CF  | R16 | R32 | C  | C3 |
| Individual masculino | 375 | 270 | 180 | 120 | 75  | 30  | 25 | 20 |
| Individual femenino  | 375 | 270 | 180 | 120 | 75  | 30  | 25 | 20 |
| Dobles masculino     | 270 | 180 | 120 | 75  | 45  | —   | —  | —  |
| Dobles femenino      | 270 | 180 | 120 | 75  | 45  | —   | —  | —  |

### Premios monetarios
El total del premio monetario para el campeonato de Wimbledon incrementó en 2017 a 31.6 millones de libras esterlinas. Los ganadores de las categorías individuales masculina y femenina obtendrán 2.2 millones, mientras que también se incrementó el premio para los eventos dobles y en silla de ruedas.
| Evento                        | G         | F         | SF      | CF      | R16     | R32    | R64    | R128   | C3     | C2   | C1   |
| Individual                    | 2 200 000 | 1 100 000 | 550 000 | 275 000 | 147 000 | 90 000 | 57 000 | 35 000 | 17 500 | 8750 | 4375 |
| Dobles                        | 400 000   | 200 000   | 100 000 | 50 000  | 26 500  | 16 500 | 10 750 | —      | —      | —    | —    |
| Dobles mixto                  | 100 000   | 50 000    | 25 000  | 12 000  | 6000    | 3000   | 1500   | —      | —      | —    | —    |
| Individual en silla de ruedas | 30 000    | 15 500    | 10 500  | 8000    | —       | —      | —      | —      | —      | —    | —    |
| Dobles en silla de ruedas     | 15 000    | 7750      | 5250    | 4000    | —       | —      | —      | —      | —      | —    | —    |
| Dobles por invitación         | 22 000    | 19 000    | 16 000  | 15 000  | 14 000  | —      | —      | —      | —      | —    | —    |

## Actuación de los jugadores en el torneo

### Individual masculino
| Campeón                        | Campeón                | Finalista                  | Finalista                  |
| ------------------------------ | ---------------------- | -------------------------- | -------------------------- |
| Roger Federer [2]              | Roger Federer [2]      | Marin Čilić [7]            | Marin Čilić [7]            |
| Semifinalistas                 |                        |                            |                            |
| Sam Querrey [24]               | Sam Querrey [24]       | Tomáš Berdych [11]         | Tomáš Berdych [11]         |
| Eliminados en cuartos de final |                        |                            |                            |
| Andy Murray [1]                | Gilles Müller [16]     | Milos Raonic [6]           | Novak Djokovic [2]         |
| Eliminados en cuarta ronda     |                        |                            |                            |
| Benoît Paire                   | Kevin Anderson         | Rafael Nadal [4]           | Roberto Bautista [18]      |
| Alexander Zverev [10]          | Grigor Dimitrov [13]   | Dominic Thiem [8]          | Adrian Mannarino           |
| Eliminados en tercera ronda    |                        |                            |                            |
| Fabio Fognini [28]             | Jerzy Janowicz [PR]    | Jo-Wilfried Tsonga [12]    | Ruben Bemelmans [Q]        |
| Karen Jachanov [30]            | Aljaž Bedene           | Kei Nishikori [9]          | Steve Johnson [26]         |
| Albert Ramos [25]              | Sebastian Ofner [Q]    | Dudi Sela                  | Mischa Zverev [27]         |
| Jared Donaldson                | David Ferrer           | Gaël Monfils [15]          | Ernests Gulbis [PR]        |
| Eliminados en segunda ronda    |                        |                            |                            |
| Dustin Brown                   | Jiří Veselý            | Pierre-Hugues Herbert      | Lucas Pouille [14]         |
| Simone Bolelli [Q]             | Nikoloz Basilashvili   | Andreas Seppi              | Daniil Medvédev            |
| Donald Young                   | Thiago Monteiro        | Damir Džumhur              | Lukáš Rosol [Q]            |
| Sergiy Stakhovsky [Q]          | Peter Gojowczyk [Q]    | Radu Albot                 | Florian Mayer              |
| Mijaíl Yuzhny                  | Andréi Rubliov [Q]     | Jack Sock [17]             | Frances Tiafoe             |
| Marcos Baghdatis               | John Isner [23]        | Mikhail Kukushkin          | Dušan Lajović              |
| Gilles Simon                   | Paolo Lorenzi [32]     | Steve Darcis               | Ryan Harrison              |
| Kyle Edmund                    | Yūichi Sugita          | Juan Martín del Potro [29] | Adam Pavlásek              |
| Eliminados en primera ronda    |                        |                            |                            |
| Alexander Bublik [LL]          | João Sousa             | Illya Marchenko [Q]        | Dmitri Tursunov [PR]       |
| Nick Kyrgios [20]              | Rogério Dutra da Silva | Denis Shapovalov [WC]      | Malek Jaziri               |
| Cameron Norrie [WC]            | Yen-Hsun Lu            | Carlos Berlocq             | Thomas Fabbiano            |
| Fernando Verdasco [31]         | Norbert Gomboš         | Tommy Haas [WC]            | Stan Wawrinka [5]          |
| John Millman [PR]              | Denis Istomin          | Andrew Whittington [Q]     | Andrey Kuznetsov           |
| Ivo Karlović [21]              | b Olivo]]              | Henri Laaksonen            | Márton Fucsovics [WC]      |
| Marco Cecchinato               | Julien Benneteau       | Marius Copil               | Andreas Haider-Maurer [PR] |
| Nicolás Kicker                 | Facundo Bagnis         | Viktor Troicki             | Philipp Kohlschreiber      |
| Jan-Lennard Struff             | Nicolas Mahut          | Stefano Travaglia [Q]      | Jordan Thompson            |
| Christian Garin [Q]            | Thomaz Bellucci        | Robin Haase                | Yevgueni Donskoi           |
| Diego Schwartzman              | James Ward [WC]        | Marcel Granollers          | Taylor Fritz [Q]           |
| Bernard Tomic                  | Taro Daniel            | Stefanos Tsitsipas [Q]     | Alexandr Dolgopolov        |
| Vasek Pospisil                 | Nicolás Jarry [Q]      | Janko Tipsarević           | Horacio Zeballos           |
| Richard Gasquet [22]           | Ričardas Berankis [PR] | Borna Ćorić                | Jérémy Chardy              |
| Daniel Brands [Q]              | Alexander Ward [Q]     | Brydan Klein [WC]          | Feliciano López [19]       |
| Thanasi Kokkinakis [PR]        | Víctor Estrella        | Ernesto Escobedo           | Martin Kližan              |

### Individual femenino
| Campeona                       | Campeona                  | Finalista                  | Finalista                      |
| ------------------------------ | ------------------------- | -------------------------- | ------------------------------ |
| Garbiñe Muguruza [14]          | Garbiñe Muguruza [14]     | Venus Williams [10]        | Venus Williams [10]            |
| Semifinalistas                 |                           |                            |                                |
| Magdaléna Rybáriková [PR]      | Magdaléna Rybáriková [PR] | Johanna Konta [6]          | Johanna Konta [6]              |
| Eliminadas en cuartos de final |                           |                            |                                |
| Svetlana Kuznetsova [7]        | Coco Vandeweghe [24]      | Jeļena Ostapenko [13]      | Simona Halep [2]               |
| Eliminadas en cuarta ronda     |                           |                            |                                |
| Angelique Kerber [1]           | Agnieszka Radwańska [9]   | Petra Martić [Q]           | Caroline Wozniacki [8]         |
| Ana Konjuh [27]                | Elina Svitolina [4]       | Caroline Garcia [21]       | Victoria Azarenka [PR]         |
| Eliminadas en tercera ronda    |                           |                            |                                |
| Shelby Rogers                  | Sorana Cîrstea            | Timea Bacsinszky [19]      | Polona Hercog [Q]              |
| Lesia Tsurenko                 | Zarina Diyas [WC]         | Alison Riske               | Anett Kontaveit                |
| Dominika Cibulková [8]         | Naomi Osaka               | Camila Giorgi              | Carina Witthöft                |
| Maria Sakkari                  | Madison Brengle           | Heather Watson [WC]        | Peng Shuai                     |
| Eliminadas en segunda ronda    |                           |                            |                                |
| Kirsten Flipkens               | Lucie Šafářová [32]       | Bethanie Mattek-Sands [WC] | Yanina Wickmayer               |
| Christina McHale               | Kristína Kučová           | Varvara Lepchenko          | Yekaterina Makarova            |
| Karolína Plíšková [3]          | Viktorija Golubic         | Denisa Allertová           | Arina Rodionova [Q]            |
| Kristina Mladenovic [12]       | Tatjana Maria             | Daria Kasatkina [29]       | Tsvetana Pironkova             |
| Jennifer Brady                 | Irina-Camelia Begu        | Barbora Strýcová [22]      | Qiang Wang                     |
| Françoise Abanda [Q]           | Madison Keys [17]         | Aryna Sabalenka [Q]        | Francesca Schiavone            |
| Donna Vekić                    | Kristýna Plíšková         | Ana Bogdan                 | Petra Kvitová [11]             |
| Yelena Vesnina [15]            | Anastasija Sevastova [18] | Carla Suárez [25]          | Beatriz Haddad Maia            |
| Eliminadas en primera ronda    |                           |                            |                                |
| Irina Falconi [Q]              | Misaki Doi                | Julia Boserup              | Océane Dodin                   |
| Kiki Bertens [23]              | Magda Linette             | Kateryna Bondarenko        | Ekaterina Alexandrova          |
| Jelena Janković                | Katie Boulter [WC]        | Bianca Andreescu [Q]       | Mónica Puig                    |
| Lauren Davis [28]              | Annika Beck               | Alison Van Uytvanck [Q]    | Ons Jabeur [Q]                 |
| Evgeniya Rodina                | Monica Niculescu          | Julia Görges               | Zhang Shuai [30]               |
| Daria Gavrilova [20]           | Risa Ozaki                | Han Xinyun                 | Anastasiya Pavliuchenkova [16] |
| Pauline Parmentier             | Sloane Stephens [PR]      | Anastasia Potapova [Q]     | Mona Barthel                   |
| Zheng Saisai                   | Lara Arruabarrena         | Sara Errani                | Tímea Babos                    |
| Andrea Petković                | Danka Kovinić             | Naomi Broady [WC]          | Sabine Lisicki [PR]            |
| Verónica Cepede Royg           | Sara Sorribes             | Kai-Chen Chang             | Elise Mertens                  |
| Aliaksandra Sasnovich          | Kurumi Nara               | Alizé Cornet               | Nao Hibino                     |
| Mirjana Lučić-Baroni [26]      | Irina Khromacheva         | Mandy Minella              | Ashleigh Barty                 |
| Su-Wei Hsieh                   | Natalia Vikhlyantseva     | Kateřina Siniaková         | Roberta Vinci [31]             |
| Jana Čepelová                  | Duan Yingying             | Richèl Hogenkamp           | Johanna Larsson                |
| Anna Blinkova [Q]              | Catherine Bellis          | Maryna Zanevska            | Yulia Putintseva               |
| Eugénie Bouchard               | Markéta Vondroušová       | Laura Robson [WC]          | Marina Erakovic [Q]            |

## Sumario

### Día 1 (3 de julio)
- Programación del día Archivado el 12 de julio de 2017 en Wayback Machine.
- Cabezas de serie eliminados:
  - Individual masculino:  Stan Wawrinka [5],  Nick Kyrgios [20],  Ivo Karlović [21],  Fernando Verdasco [31]
  - Individual femenino:  Mirjana Lučić-Baroni [26],  Roberta Vinci [31]

| Partidos en canchas principales                      | Partidos en canchas principales                 | Partidos en canchas principales                 | Partidos en canchas principales                 |
| Partidos en el Estadio Central All England Club      | Partidos en el Estadio Central All England Club | Partidos en el Estadio Central All England Club | Partidos en el Estadio Central All England Club |
| Modalidad                                            | Ganadores                                       | Perdedores                                      | Resultado                                       |
| ---------------------------------------------------- | ----------------------------------------------- | ----------------------------------------------- | ----------------------------------------------- |
| Individuales masculinos - Primera ronda              | Andy Murray [1]                                 | Alexander Bublik [LL]                           | 6–1, 6–4, 6–2                                   |
| Individuales femeninos - Primera ronda               | Petra Kvitová [11]                              | Johanna Larsson                                 | 6–3, 6–4                                        |
| Individuales masculinos - Primera ronda              | Daniil Medvedev                                 | Stan Wawrinka [5]                               | 6–4, 3–6, 6–4, 6–1                              |
| Partidos en la Cancha n.º 1                          |                                                 |                                                 |                                                 |
| Modalidad                                            | Ganadores                                       | Perdedores                                      | Resultado                                       |
| Individuales femeninos - Primera ronda               | Venus Williams [10]                             | Elise Mertens                                   | 7–6(9–7), 6–4                                   |
| Individuales masculinos - Primera ronda              | Rafael Nadal [4]                                | John Millman [PR]                               | 6–1, 6–3, 6–2                                   |
| Individuales femeninos - Primera ronda               | Johanna Konta [6]                               | Su-Wei Hsieh                                    | 6–2, 6–2                                        |
| Partidos en la Cancha n.º 2                          |                                                 |                                                 |                                                 |
| Modalidad                                            | Ganadores                                       | Perdedores                                      | Resultado                                       |
| Individuales masculinos - Primera ronda              | Jo-Wilfried Tsonga [12]                         | Cameron Norrie [WC]                             | 6–3, 6–2, 6–2                                   |
| Individuales femeninos - Primera ronda               | Simona Halep [2]                                | Marina Erakovic [Q]                             | 6–4, 6–1                                        |
| Individuales masculinos - Primera ronda              | Marin Čilić [7]                                 | Philipp Kohlschreiber                           | 6–4, 6–2, 6–3                                   |
| Individuales femeninos - Primera ronda               | Heather Watson [WC]                             | Maryna Zanevska                                 | 6–1, 7–6(7–5)                                   |
| Partidos en la Cancha n.º 3                          |                                                 |                                                 |                                                 |
| Modalidad                                            | Ganadores                                       | Perdedores                                      | Resultado                                       |
| Individuales masculinos - Primera ronda              | Pierre-Hugues Herbert                           | Nick Kyrgios [20]                               | 6–3, 6–4, ret.                                  |
| Individuales femeninos - Primera ronda               | Elina Svitolina [4]                             | Ashleigh Barty                                  | 7–5, 7–6(10–8)                                  |
| Individuales masculinos - Primera ronda              | Aljaž Bedene                                    | Ivo Karlović [21]                               | 6–7(5–7), 7–6(8–6), 6–7(7–9), 7–6(9–7), 8–6     |
| Individuales femeninos - Primera ronda               | Jeļena Ostapenko [13]                           | Aliaksandra Sasnovich                           | 6–0, 1–6, 6–3                                   |
| Fondo de color indica un partido de la rama femenina |                                                 |                                                 |                                                 |

### Día 2 (4 de julio)
- Programación del día Archivado el 12 de julio de 2017 en Wayback Machine.
- Cabezas de serie eliminados:
  - Individual masculino:  Feliciano López [19],  Richard Gasquet [22]
  - Individual femenino:  Anastasiya Pavliuchenkova [16],  Daria Gavrilova [20],  Kiki Bertens [23],  Lauren Davis [28],  Shuai Zhang [30]

| Partidos en canchas principales                      | Partidos en canchas principales                 | Partidos en canchas principales                 | Partidos en canchas principales                 |
| Partidos en el Estadio Central All England Club      | Partidos en el Estadio Central All England Club | Partidos en el Estadio Central All England Club | Partidos en el Estadio Central All England Club |
| Modalidad                                            | Ganadores                                       | Perdedores                                      | Resultado                                       |
| ---------------------------------------------------- | ----------------------------------------------- | ----------------------------------------------- | ----------------------------------------------- |
| Individuales femeninos - Primera ronda               | Angelique Kerber [1]                            | Irina Falconi                                   | 6–4, 6–4                                        |
| Individuales masculinos - Primera ronda              | Novak Djokovic [2]                              | Martin Kližan                                   | 6–3, 2–0, ret.                                  |
| Individuales masculinos - Primera ronda              | Roger Federer [3]                               | Alexandr Dolgopolov                             | 6–3, 3–0, ret.                                  |
| Individuales femeninos - Primera ronda               | Caroline Wozniacki [5]                          | Tímea Babos                                     | 6–4, 4–6, 6–1                                   |
| Partidos en la Cancha n.º 1                          |                                                 |                                                 |                                                 |
| Modalidad                                            | Ganadores                                       | Perdedores                                      | Resultado                                       |
| Individuales masculinos - Primera ronda              | Milos Raonic [6]                                | Jan-Lennard Struff                              | 7–6(7–5), 6–2, 7–6(7–4)                         |
| Individuales femeninos - Primera ronda               | Karolína Plíšková [3]                           | Evgeniya Rodina                                 | 6–1, 6–4                                        |
| Individuales masculinos - Primera ronda              | Dominic Thiem [8]                               | Vasek Pospisil                                  | 6–4, 6–4, 6–3                                   |
| Partidos en la Cancha n.º 2                          |                                                 |                                                 |                                                 |
| Modalidad                                            | Ganadores                                       | Perdedores                                      | Resultado                                       |
| Individuales masculinos - Primera ronda              | Juan Martín Del Potro [29]                      | Thanasi Kokkinakis [PR]                         | 6–3, 3–6, 7–6(7–2), 6–4                         |
| Individuales femeninos - Primera ronda               | Agnieszka Radwanska [9]                         | Jelena Janković                                 | 7–6(7–3), 6–0                                   |
| Individuales masculinos - Primera ronda              | Tomáš Berdych [11]                              | Jérémy Chardy                                   | 6–3, 3–6, 7–6(7–4), 6–4                         |
| Individuales femeninos - Primera ronda               | Svetlana Kuznetsova [7]                         | Ons Jabeur [Q]                                  | 6–3, 6–2                                        |
| Partidos en la Cancha n.º 3                          |                                                 |                                                 |                                                 |
| Modalidad                                            | Ganadores                                       | Perdedores                                      | Resultado                                       |
| Individuales masculinos - Primera ronda              | Kyle Edmund                                     | Alexander Ward [Q]                              | 4–6, 6–3, 6–2, 6–1                              |
| Individuales femeninos - Primera ronda               | Garbiñe Muguruza [14]                           | Ekaterina Alexandrova                           | 6–2, 6–4                                        |
| Individuales masculinos - Primera ronda              | Alexander Zverev [10]                           | Yevgueni Donskoi                                | 6–4, 7–6(7–3), 6–3                              |
| Individuales femeninos - Primera ronda               | Kristina Mladenovic [12]                        | Pauline Parmentier                              | 6–1, 6–3                                        |
| Fondo de color indica un partido de la rama femenina |                                                 |                                                 |                                                 |

### Día 3 (5 de julio)
- Programación del día Archivado el 12 de julio de 2017 en Wayback Machine.
- Cabezas de serie eliminados:
  - Individual masculino:  Lucas Pouille [14]
  - Individual femenino:  Petra Kvitová [11],  Yelena Vesnina [15],  Madison Keys [17],  Anastasija Sevastova [18],  Barbora Strýcová [22],  Carla Suárez [25]
  - Dobles masculino:  Jean-Julien Rojer /  Horia Tecău [9],  Feliciano López /  Marc López [11]
  - Dobles femenino:  Gabriela Dabrowski /  Xu Yifan [10],  Eri Hozumi /  Miyu Kato [16]

| Partidos en canchas principales                      | Partidos en canchas principales                 | Partidos en canchas principales                 | Partidos en canchas principales                 |
| Partidos en el Estadio Central All England Club      | Partidos en el Estadio Central All England Club | Partidos en el Estadio Central All England Club | Partidos en el Estadio Central All England Club |
| Modalidad                                            | Ganadores                                       | Perdedores                                      | Resultado                                       |
| ---------------------------------------------------- | ----------------------------------------------- | ----------------------------------------------- | ----------------------------------------------- |
| Individuales femeninos - Segunda ronda               | Johanna Konta [6]                               | Donna Vekić                                     | 7–6(7–4), 4–6, 10–8                             |
| Individuales masculinos - Segunda ronda              | Andy Murray [1]                                 | Dustin Brown                                    | 6–3, 6–2, 6–2                                   |
| Individuales masculinos - Segunda ronda              | Rafael Nadal [4]                                | Donald Young                                    | 6–4, 6–2, 7–5                                   |
| Partidos en la Cancha n.º 1                          |                                                 |                                                 |                                                 |
| Modalidad                                            | Ganadores                                       | Perdedores                                      | Resultado                                       |
| Individuales masculinos - Segunda ronda              | Kei Nishikori [9]                               | Sergiy Stakhovsky [Q]                           | 6–4, 6–7(7–9), 6–1, 7–6(8–6)                    |
| Individuales femeninos - Segunda ronda               | Venus Williams [10]                             | Wang Qiang                                      | 4–6, 6–4, 6–1                                   |
| Individuales femeninos - Segunda ronda               | Simona Halep [2]                                | Beatriz Haddad Maia                             | 7–5, 6–3                                        |
| Partidos en la Cancha n.º 2                          |                                                 |                                                 |                                                 |
| Modalidad                                            | Ganadores                                       | Perdedores                                      | Resultado                                       |
| Individuales femeninos - Segunda ronda               | Heather Watson [WC]                             | Anastasija Sevastova [18]                       | 6–0, 6–4                                        |
| Individuales masculinos - Segunda ronda              | Jo-Wilfried Tsonga [12]                         | Simone Bolelli [Q]                              | 6–1, 7–5, 6–2                                   |
| Individuales masculinos - Segunda ronda              | Marin Čilić [7]                                 | Florian Mayer                                   | 7–6(7–2), 6–4, 7–5                              |
| Partidos en la Cancha n.º 3                          |                                                 |                                                 |                                                 |
| Modalidad                                            | Ganadores                                       | Perdedores                                      | Resultado                                       |
| Individuales femeninos - Segunda ronda               | Victoria Azarenka [PR]                          | Yelena Vesnina [15]                             | 6–3, 6–3                                        |
| Individuales masculinos - Segunda ronda              | Aljaž Bedene                                    | Damir Džumhur                                   | 6–3, 3–6, 6–3, 6–3                              |
| Individuales masculinos - Segunda ronda              | Jerzy Janowicz [PR]                             | Lucas Pouille [14]                              | 7–6(7–4), 7–6(7–5), 3–6, 6–1                    |
| Individuales femeninos - Segunda ronda               | Camila Giorgi                                   | Madison Keys [17]                               | 6–4, 6–7(10–12), 6–1                            |
| Fondo de color indica un partido de la rama femenina |                                                 |                                                 |                                                 |

### Día 4 (6 de julio)
- Programación del día Archivado el 14 de julio de 2014 en Wayback Machine.
- Cabezas de serie eliminados:
  - Individual masculino:  John Isner [23],  Jack Sock [17],  Juan Martín del Potro [29],  Paolo Lorenzi [32]
  - Individual femenino:  Karolína Plíšková [3],  Kristina Mladenovic [12],  Daria Kasatkina [29],  Lucie Šafářová [32]
  - Dobles masculino:
  - Dobles femenino:  Abigail Spears /  Katarina Srebotnik [6],  Raquel Atawo /  Jeļena Ostapenko [11],  Kiki Bertens /  Johanna Larsson [14]

| Partidos en canchas principales                      | Partidos en canchas principales                 | Partidos en canchas principales                 | Partidos en canchas principales                 |
| Partidos en el Estadio Central All England Club      | Partidos en el Estadio Central All England Club | Partidos en el Estadio Central All England Club | Partidos en el Estadio Central All England Club |
| Modalidad                                            | Ganadores                                       | Perdedores                                      | Resultado                                       |
| ---------------------------------------------------- | ----------------------------------------------- | ----------------------------------------------- | ----------------------------------------------- |
| Individuales masculinos - Segunda ronda              | Gaël Monfils [15]                               | Kyle Edmund                                     | 7–6(7–1), 6–4, 6–4                              |
| Individuales femeninos - Segunda ronda               | Magdaléna Rybáriková [PR]                       | Karolína Plíšková [3]                           | 3–6, 7–5, 6–2                                   |
| Individuales masculinos - Segunda ronda              | Roger Federer [3]                               | Dušan Lajović                                   | 7–6(7–0), 6–3, 6–2                              |
| Partidos en la Cancha n.º 1                          |                                                 |                                                 |                                                 |
| Modalidad                                            | Ganadores                                       | Perdedores                                      | Resultado                                       |
| Individuales masculinos - Segunda ronda              | Novak Djokovic [2]                              | Adam Pavlásek                                   | 6–2, 6–2, 6–1                                   |
| Individuales masculinos - Segunda ronda              | Dominic Thiem [8]                               | Gilles Simon                                    | 5–7, 6–4, 6–2, 6–4                              |
| Individuales femeninos - Segunda ronda               | Angelique Kerber [1]                            | Kirsten Flipkens                                | 7–5, 7–5                                        |
| Partidos en la Cancha n.º 2                          |                                                 |                                                 |                                                 |
| Modalidad                                            | Ganadores                                       | Perdedores                                      | Resultado                                       |
| Individuales masculinos - Segunda ronda              | Grigor Dimitrov [13]                            | Marcos Baghdatis                                | 6–3, 6–2, 6–1                                   |
| Individuales femeninos - Segunda ronda               | Agnieszka Radwańska [9]                         | Christina McHale                                | 5–7, 7–6(9–7), 6–3                              |
| Individuales masculinos - Segunda ronda              | Milos Raonic [6]                                | Mijaíl Yuzhny                                   | 3–6, 7–6(9–7), 6–4, 7–5                         |
| Individuales femeninos - Segunda ronda               | Caroline Wozniacki [5]                          | Tsvetana Pironkova                              | 6–3, 6–4                                        |
| Partidos en la Cancha n.º 3                          |                                                 |                                                 |                                                 |
| Modalidad                                            | Ganadores                                       | Perdedores                                      | Resultado                                       |
| Individuales femeninos - Segunda ronda               | Svetlana Kuznetsova [7]                         | Yekaterina Makarova                             | 6–0, 7–5                                        |
| Individuales masculinos - Segunda ronda              | Ernests Gulbis [PR]                             | Juan Martín del Potro [29]                      | 6–4, 6–4, 7–6(7–3)                              |
| Individuales femeninos - Segunda ronda               | Garbiñe Muguruza [14]                           | Yanina Wickmayer                                | 6–2, 6–4                                        |
| Individuales masculinos - Segunda ronda              | Alexander Zverev [10]                           | Frances Tiafoe                                  | 6–3, 6–4, 6–3                                   |
| Fondo de color indica un partido de la rama femenina |                                                 |                                                 |                                                 |

### Día 5 (7 de julio)
- Programación del día Archivado el 7 de julio de 2018 en Wayback Machine.
- Cabezas de serie eliminados:
  - Individual masculino:  Kei Nishikori [9],  Steve Johnson [26],  Fabio Fognini [28],  Karen Jachanov [30]
  - Individual femenino:  Dominika Cibulková [8]
  - Dobles masculino:  Jamie Murray /  Bruno Soares [3],  Rohan Bopanna /  Édouard Roger-Vasselin [8],  Juan Sebastián Cabal /  Robert Farah [12],  Fabrice Martin /  Daniel Nestor [13],  Julio Peralta /  Horacio Zeballos [15]
  - Dobles femenino:
  - Dobles mixto:

| Partidos en canchas principales                      | Partidos en canchas principales                 | Partidos en canchas principales                 | Partidos en canchas principales                 |
| Partidos en el Estadio Central All England Club      | Partidos en el Estadio Central All England Club | Partidos en el Estadio Central All England Club | Partidos en el Estadio Central All England Club |
| Modalidad                                            | Ganadores                                       | Perdedores                                      | Resultado                                       |
| ---------------------------------------------------- | ----------------------------------------------- | ----------------------------------------------- | ----------------------------------------------- |
| Individuales femeninos - Tercera ronda               | Victoria Azarenka [PR]                          | Heather Watson [WC]                             | 3–6, 6–1, 6–4                                   |
| Individuales masculinos - Tercera ronda              | Rafael Nadal [4]                                | Karen Jachanov [30]                             | 6–1, 6–4, 7–6(7–3)                              |
| Individuales masculinos - Tercera ronda              | Andy Murray [1]                                 | Fabio Fognini [28]                              | 6–2, 4–6, 6–1, 7–5                              |
| Partidos en la Cancha n.º 1                          |                                                 |                                                 |                                                 |
| Modalidad                                            | Ganadores                                       | Perdedores                                      | Resultado                                       |
| Individuales masculinos - Tercera ronda              | Marin Čilić [7]                                 | Steve Johnson [26]                              | 6–4, 7–6(7–3), 6–4                              |
| Individuales femeninos - Tercera ronda               | Johanna Konta [6]                               | Maria Sakkari                                   | 6–4, 6–1                                        |
| Individuales femeninos - Tercera ronda               | Venus Williams [10]                             | Naomi Osaka                                     | 7–6(7–3), 6–4                                   |
| Partidos en la Cancha n.º 2                          |                                                 |                                                 |                                                 |
| Modalidad                                            | Ganadores                                       | Perdedores                                      | Resultado                                       |
| Individuales masculinos - Tercera ronda              | Gilles Müller [16]                              | Aljaž Bedene                                    | 7–6(7–4), 7–5, 6–4                              |
| Individuales femeninos - Tercera ronda               | Simona Halep [2]                                | Shuai Peng                                      | 6–4, 7–6(9–7)                                   |
| Individuales femeninos - Tercera ronda               | Jeļena Ostapenko [13]                           | Camila Giorgi                                   | 7–5, 7–5                                        |
| Individuales masculinos - Tercera ronda              | Jo-Wilfried Tsonga [12] vs Sam Querrey [24]     | Jo-Wilfried Tsonga [12] vs Sam Querrey [24]     | 2–6, 6–3, 6–7(5–7), 6–1, 5–6, suspendido        |
| Partidos en la Cancha n.º 3                          |                                                 |                                                 |                                                 |
| Modalidad                                            | Ganadores                                       | Perdedores                                      | Resultado                                       |
| Individuales masculinos - Tercera ronda              | Roberto Bautista [18]                           | Kei Nishikori [9]                               | 6–4, 7–6(7–3), 3–6, 6–3                         |
| Individuales femeninos - Tercera ronda               | Elina Svitolina [4]                             | Carina Witthöft                                 | 6–1, 7–5                                        |
| Dobles femeninos - Segunda ronda                     | Yung-Jan Chan Martina Hingis [3]                | Natela Dzalamidze Veronika Kudermetova [Q]      | 6–1, 6–3                                        |
| Fondo de color indica un partido de la rama femenina |                                                 |                                                 |                                                 |

### Día 6 (8 de julio)
- Programación del día Archivado el 8 de julio de 2018 en Wayback Machine.
- Cabezas de serie eliminados:
  - Individual masculino:  Jo-Wilfried Tsonga [12],  Gaël Monfils [15],  Albert Ramos [25],  Mischa Zverev [27]
  - Individual femenino:  Timea Bacsinszky [19]
  - Dobles masculino:  Pierre-Hugues Herbert /  Nicolas Mahut [2],  Bob Bryan /  Mike Bryan [5]
  - Dobles femenino:
  - Dobles mixto:  Édouard Roger-Vasselin /  Andrea Hlaváčková [5],  Rajeev Ram /  Casey Dellacqua [6],  Jean-Julien Rojer /  Hao-Ching Chan [8],  Aisam-ul-Haq Qureshi /  Anna-Lena Grönefeld [13],  Marcin Matkowski /  Květa Peschke [14]

| Partidos en canchas principales                      | Partidos en canchas principales                 | Partidos en canchas principales                 | Partidos en canchas principales                 |
| Partidos en el Estadio Central All England Club      | Partidos en el Estadio Central All England Club | Partidos en el Estadio Central All England Club | Partidos en el Estadio Central All England Club |
| Modalidad                                            | Ganadores                                       | Perdedores                                      | Resultado                                       |
| ---------------------------------------------------- | ----------------------------------------------- | ----------------------------------------------- | ----------------------------------------------- |
| Individuales femeninos - Tercera ronda               | Agnieszka Radwańska [9]                         | Timea Bacsinszky [19]                           | 3–6, 6–4, 6–1                                   |
| Individuales masculinos - Tercera ronda              | Novak Djokovic [2]                              | Ernests Gulbis [PR]                             | 6–4, 6–1, 7–6(7–2)                              |
| Individuales masculinos - Tercera ronda              | Roger Federer [3]                               | Mischa Zverev [27]                              | 7–6(7–3), 6–4, 6–4                              |
| Partidos en la Cancha n.º 1                          |                                                 |                                                 |                                                 |
| Modalidad                                            | Ganadores                                       | Perdedores                                      | Resultado                                       |
| Individuales masculinos - Tercera ronda              | Milos Raonic [6]                                | Albert Ramos [25]                               | 7–6(7–3), 6–4, 7–5                              |
| Individuales femeninos - Tercera ronda               | Caroline Wozniacki [5]                          | Anett Kontaveit                                 | 3–6, 7–6(7–3), 6–2                              |
| Individuales masculinos - Tercera ronda              | Dominic Thiem [8]                               | Jared Donaldson                                 | 7–5, 6–4, 6–2                                   |
| Partidos en la Cancha n.º 2                          |                                                 |                                                 |                                                 |
| Modalidad                                            | Ganadores                                       | Perdedores                                      | Resultado                                       |
| Individuales femeninos - Tercera ronda               | Garbiñe Muguruza [14]                           | Sorana Cîrstea                                  | 6–2, 6–2                                        |
| Individuales masculinos - Tercera ronda              | Sam Querrey [24]                                | Jo-Wilfried Tsonga [12]                         | 6–2, 3–6, 7–6(7–5), 1–6, 7–5                    |
| Individuales femeninos - Tercera ronda               | Angelique Kerber [1]                            | Shelby Rogers                                   | 4–6, 7–6(7–2), 6–4                              |
| Individuales masculinos - Tercera ronda              | Alexander Zverev [10]                           | Sebastian Ofner [Q]                             | 6–4, 6–4, 6–2                                   |
| Partidos en la Cancha n.º 3                          |                                                 |                                                 |                                                 |
| Modalidad                                            | Ganadores                                       | Perdedores                                      | Resultado                                       |
| Individuales masculinos - Tercera ronda              | Grigor Dimitrov [13]                            | Dudi Sela                                       | 6–1, 6–1, ret.                                  |
| Individuales femeninos - Tercera ronda               | Coco Vandeweghe [24]                            | Alison Riske                                    | 6–2, 6–4                                        |
| Individuales masculinos - Tercera ronda              | Tomáš Berdych [11]                              | David Ferrer                                    | 6–3, 6–4, 6–3                                   |
| Fondo de color indica un partido de la rama femenina |                                                 |                                                 |                                                 |

### Middle Sunday (9 de julio)
Siguiendo la tradición, este es un día de descanso, sin partidos.

### Día 7 (10 de julio)
- Programación del día Archivado el 8 de julio de 2018 en Wayback Machine.
- Cabezas de serie eliminados:
  - Individual masculino:  Rafael Nadal [4],  Dominic Thiem [8],  Alexander Zverev [10],  Grigor Dimitrov [13],  Roberto Bautista [18]
  - Individual femenino:  Angelique Kerber [1],  Elina Svitolina [4],  Caroline Wozniacki [5],  Agnieszka Radwańska [9],  Caroline Garcia [21],  Ana Konjuh [27]
  - Dobles masculino:  Ivan Dodig /  Marcel Granollers [6],  Raven Klaasen /  Rajeev Ram [7],  Florin Mergea /  Aisam-ul-Haq Qureshi [14]
  - Dobles femenino:  Tímea Babos /  Andrea Hlaváčková [4],  Lucie Hradecká /  Kateřina Siniaková [5],  Julia Goerges /  Barbora Strýcová [7],  Kirsten Flipkens /  Sania Mirza [13],  Andreja Klepač /  María José Martínez [15]
  - Dobles mixto:  Raven Klaasen /  Katarina Srebotnik [7]

| Partidos en canchas principales                      | Partidos en canchas principales                                        | Partidos en canchas principales                                        | Partidos en canchas principales                 |
| Partidos en el Estadio Central All England Club      | Partidos en el Estadio Central All England Club                        | Partidos en el Estadio Central All England Club                        | Partidos en el Estadio Central All England Club |
| Modalidad                                            | Ganadores                                                              | Perdedores                                                             | Resultado                                       |
| ---------------------------------------------------- | ---------------------------------------------------------------------- | ---------------------------------------------------------------------- | ----------------------------------------------- |
| Individuales femeninos - Cuarta ronda                | Venus Williams [10]                                                    | Ana Konjuh [27]                                                        | 6–3, 6–2                                        |
| Individuales masculinos - Cuarta ronda               | Andy Murray [1]                                                        | Benoît Paire                                                           | 7–6(7–1), 6–4, 6–4                              |
| Individuales masculinos - Cuarta ronda               | Roger Federer [3]                                                      | Grigor Dimitrov [13]                                                   | 6–4, 6–2, 6–4                                   |
| Partidos en la Cancha n.º 1                          |                                                                        |                                                                        |                                                 |
| Modalidad                                            | Ganadores                                                              | Perdedores                                                             | Resultado                                       |
| Individuales femeninos - Cuarta ronda                | Johanna Konta [6]                                                      | Caroline Garcia [21]                                                   | 7–6(7–3), 4–6, 6–4                              |
| Individuales masculinos - Cuarta ronda               | Gilles Müller [16]                                                     | Rafael Nadal [4]                                                       | 6–3, 6–4, 3–6, 4–6, 15–13                       |
| Individuales masculinos - Cuarta ronda               | Adrian Mannarino vs. Novak Djokovic [2]                                | Adrian Mannarino vs. Novak Djokovic [2]                                | Cancelado                                       |
| Partidos en la Cancha n.º 2                          |                                                                        |                                                                        |                                                 |
| Modalidad                                            | Ganadores                                                              | Perdedores                                                             | Resultado                                       |
| Individuales femeninos - Cuarta ronda                | Garbiñe Muguruza [14]                                                  | Angelique Kerber [1]                                                   | 4–6, 6–4, 6–4                                   |
| Individuales femeninos - Cuarta ronda                | Simona Halep [2]                                                       | Victoria Azarenka [PR]                                                 | 7–6(7–3), 6–2                                   |
| Individuales masculinos - Cuarta ronda               | Milos Raonic [5]                                                       | Alexander Zverev [10]                                                  | 4–6, 7–5, 4–6, 7–5, 6–1                         |
| Partidos en la Cancha n.º 3                          |                                                                        |                                                                        |                                                 |
| Modalidad                                            | Ganadores                                                              | Perdedores                                                             | Resultado                                       |
| Individuales femeninos - Cuarta ronda                | Svetlana Kuznetsova [7]                                                | Agnieszka Radwańska [9]                                                | 6–2, 6–4                                        |
| Individuales femeninos - Cuarta ronda                | Coco Vandeweghe [24]                                                   | Caroline Wozniacki [5]                                                 | 7–6(7–4), 6–4                                   |
| Individuales masculinos - Cuarta ronda               | Tomáš Berdych [11]                                                     | Dominic Thiem [8]                                                      | 6–3, 6–7(1–7), 6–3, 3–6, 6–3                    |
| Dobles masculinos - Tercera ronda                    | Marcus Daniell / Marcelo Demoliner vs. Ken Skupski / Neal Skupski [WC] | Marcus Daniell / Marcelo Demoliner vs. Ken Skupski / Neal Skupski [WC] | 6–7(3–7), 7–5, 6–7(7–9), suspendido             |
| Fondo de color indica un partido de la rama femenina |                                                                        |                                                                        |                                                 |

### Día 8 (11 de julio)
- Programación del día Archivado el 10 de julio de 2018 en Wayback Machine.
- Cabezas de serie eliminados:
  - Individual masculino:
  - Individual femenino:  Simona Halep [2],  Svetlana Kuznetsova [7],  Jeļena Ostapenko [13],  Coco Vandeweghe [24]
  - Dobles masculino:
  - Dobles femenino:
  - Dobles mixto:  Roman Jebavý /  Lucie Hradecká [16]

| Partidos en canchas principales                      | Partidos en canchas principales                                               | Partidos en canchas principales                                               | Partidos en canchas principales                 |
| Partidos en el Estadio Central All England Club      | Partidos en el Estadio Central All England Club                               | Partidos en el Estadio Central All England Club                               | Partidos en el Estadio Central All England Club |
| Modalidad                                            | Ganadores                                                                     | Perdedores                                                                    | Resultado                                       |
| ---------------------------------------------------- | ----------------------------------------------------------------------------- | ----------------------------------------------------------------------------- | ----------------------------------------------- |
| Individuales masculinos - Cuarta ronda               | Novak Djokovic [2]                                                            | Adrian Mannarino                                                              | 6–2, 7–6(7–5), 6–4                              |
| Individuales femenino - Cuartos de final             | Venus Williams [10]                                                           | Jeļena Ostapenko [13]                                                         | 6–3, 7–5                                        |
| Individuales femenino - Cuartos de final             | Johanna Konta [6]                                                             | Simona Halep [2]                                                              | 6–7(2–7), 7–6(7–5), 6–4                         |
| Partidos en la Cancha n.º 1                          |                                                                               |                                                                               |                                                 |
| Modalidad                                            | Ganadores                                                                     | Perdedores                                                                    | Resultado                                       |
| Individuales femenino - Cuartos de final             | Garbiñe Muguruza [14]                                                         | Svetlana Kuznetsova [7]                                                       | 6–3, 6–4                                        |
| Individuales femenino - Cuartos de final             | Magdaléna Rybáriková [PR]                                                     | Coco Vandeweghe [24]                                                          | 6–3, 6–3                                        |
| Partidos en la Cancha n.º 2                          |                                                                               |                                                                               |                                                 |
| Modalidad                                            | Ganadores                                                                     | Perdedores                                                                    | Resultado                                       |
| Dobles mixto - Tercera ronda                         | Jamie Murray [1] Martina Hingis [1]                                           | Roman Jebavý [16] Lucie Hradecká [16]                                         | 6–3, 6–4                                        |
| Dobles masculino - Cuartos de final                  | Henri Kontinen / John Peers [1] vs. Ryan Harrison / Michael Venus [10]        | Henri Kontinen / John Peers [1] vs. Ryan Harrison / Michael Venus [10]        | 6–4, 6–7(5–7), 4–3, suspendido                  |
| Dobles mixto - Tercera ronda                         | Andre Begemann / Nicole Melichar vs. Daniel Nestor / Andreja Klepač           | Andre Begemann / Nicole Melichar vs. Daniel Nestor / Andreja Klepač           | Cancelado                                       |
| Partidos en la Cancha n.º 3                          |                                                                               |                                                                               |                                                 |
| Modalidad                                            | Ganadores                                                                     | Perdedores                                                                    | Resultado                                       |
| Dobles masculino - Tecera ronda                      | Ken Skupski [WC] Neal Skupski [WC]                                            | Marcus Daniell Marcelo Demoliner                                              | 7–6(7–3), 5–7, 7–6(9–7), 6-4                    |
| Dobles masculino - Cuartos de final                  | Hans Podlipnik-Castillo / Andrei Vasilevski vs. Nikola Mektić / Franko Škugor | Hans Podlipnik-Castillo / Andrei Vasilevski vs. Nikola Mektić / Franko Škugor | 7–6(10–8), 4–6, 1–1, suspendido                 |
| 1.                                                   |                                                                               |                                                                               |                                                 |
| Fondo de color indica un partido de la rama femenina |                                                                               |                                                                               |                                                 |

### Día 9 (12 de julio)
- Programación del día Archivado el 12 de julio de 2018 en Wayback Machine.
- Cabezas de serie eliminados:
  - Individual masculino:  Andy Murray [1],  Novak Djokovic [2],  Milos Raonic [6],  Gilles Muller [16]
  - Dobles masculino:  Ryan Harrison  /  Michael Venus [10]
  - Dobles femenino:  Ashleigh Barty /  Casey Dellacqua [8]
  - Dobles mixto:  Ivan Dodig /  Sania Mirza [4],  Juan Sebastian Cabal /  Abigail Spears [9],  Daniel Nestor /  Andreja Klepač [11],  Michael Venus /  Barbora Krejčiková [15]

| Partidos en canchas principales                      | Partidos en canchas principales                 | Partidos en canchas principales                 | Partidos en canchas principales                 |
| Partidos en el Estadio Central All England Club      | Partidos en el Estadio Central All England Club | Partidos en el Estadio Central All England Club | Partidos en el Estadio Central All England Club |
| Modalidad                                            | Ganadores                                       | Perdedores                                      | Resultado                                       |
| ---------------------------------------------------- | ----------------------------------------------- | ----------------------------------------------- | ----------------------------------------------- |
| Individuales masculino - Cuartos de final            | Sam Querrey [24]                                | Andy Murray [1]                                 | 3–6, 6–4, 6–7(4–7), 6–1, 6–1                    |
| Individuales masculino - Cuartos de final            | Roger Federer [5]                               | Milos Raonic [6]                                | 6–4, 6–2, 7–6(7–4)                              |
| Partidos en la Cancha n.º 1                          |                                                 |                                                 |                                                 |
| Modalidad                                            | Ganadores                                       | Perdedores                                      | Resultado                                       |
| Individuales masculino - Cuartos de final            | Marin Čilić [7]                                 | Gilles Muller [16]                              | 3–6, 7–6(8–6), 7–5, 5–7, 6–1                    |
| Individuales masculino - Cuartos de final            | Tomáš Berdych [11]                              | Novak Djokovic [2]                              | 7–6(7–2), 2–0, ret.                             |
| Partidos en la Cancha n.º 2                          |                                                 |                                                 |                                                 |
| Modalidad                                            | Ganadores                                       | Perdedores                                      | Resultado                                       |
| Dobles masculino - Cuartos de final                  | Henri Kontinen [1] John Peers [1]               | Ryan Harrison [10] Michael Venus [10]           | 6–4, 6–7(5–7), 6–7(4–7), 7–6(9–7), 6–1          |
| Dobles femenino - Cuartos de final                   | Yekaterina Makarova [2] Yelena Vesnina [2]      | Ashleigh Barty [8] Casey Dellacqua [8]          | 6–4, 4–6, 6–4                                   |
| Dobles mixto - Tercera ronda                         | Marcelo Demoliner María José Martínez           | John Peers Sabine Lisicki                       | 6–4, 3–6, 7–5                                   |
| Dobles mixto - Tercera ronda                         | Henri Kontinen Heather Watson                   | Ivan Dodig Sania Mirza [4]                      | 7–6(7–4), 6–4                                   |
| Partidos en la Cancha n.º 3                          |                                                 |                                                 |                                                 |
| Modalidad                                            | Ganadores                                       | Perdedores                                      | Resultado                                       |
| Dobles masculino - Cuartos de final                  | Nikola Mektić Franko Škugor                     | Hans Podlipnik-Castillo Andrei Vasilevski       | 6–7(8–10), 6–4, 7–6(7–5), 7–5                   |
| Dobles femenino - Cuartos de final                   | Hao-Ching Chan [9] Monica Niculescu [9]         | Catherine Bellis Markéta Vondroušová            | 6–3, 6–4                                        |
| Dobles mixto - Tercera ronda                         | Mate Pavić Lyudmyla Kichenok                    | Juan Sebastian Cabal [9] Abigail Spears [9]     | 7–6(7–5), 5–7, 6–3                              |
| Dobles mixto - Tercera ronda                         | Bruno Soares [2] Yelena Vesnina [2]             | Michael Venus [15] Barbora Krejčiková [15]      | 6–7(4–7), 6–4, 6–2                              |
| Fondo de color indica un partido de la rama femenina |                                                 |                                                 |                                                 |

### Día 10 (13 de julio)
- Programación del día Archivado el 12 de julio de 2018 en Wayback Machine.
- Cabezas de serie eliminados:
  - Individual femenino:  Johanna Konta [6]
  - Dobles masculino:  Henri Kontinen /  John Peers [1]
  - Dobles mixto:

| Partidos en canchas principales                      | Partidos en canchas principales                 | Partidos en canchas principales                 | Partidos en canchas principales                 |
| Partidos en el Estadio Central All England Club      | Partidos en el Estadio Central All England Club | Partidos en el Estadio Central All England Club | Partidos en el Estadio Central All England Club |
| Modalidad                                            | Ganadores                                       | Perdedores                                      | Resultado                                       |
| ---------------------------------------------------- | ----------------------------------------------- | ----------------------------------------------- | ----------------------------------------------- |
| Individual femenino - Semifinales                    | Garbiñe Muguruza [14]                           | Magdaléna Rybáriková [PR]                       | 6–1, 6–1                                        |
| Individual femenino - Semifinales                    | Venus Williams [10]                             | Johanna Konta [6]                               | 6–4, 6–2                                        |
| Dobles mixto - Cuartos de final                      | Jamie Murray Martina Hingis [1]                 | Ken Skupski Jocelyn Rae [WC]                    | 6–4, 6–4                                        |
| Partidos en la Cancha n.º 1                          |                                                 |                                                 |                                                 |
| Modalidad                                            | Ganadores                                       | Perdedores                                      | Resultado                                       |
| Dobles masculino - Semifinales                       | Łukasz Kubot Marcelo Melo [4]                   | Henri Kontinen John Peers [1]                   | 6–3, 6–7(4–7), 6–2, 4–6, 9–7                    |
| Dobles mixto - Cuartos de final                      | Bruno Soares Yelena Vesnina [2]                 | Andre Begemann Nicole Melichar                  | 7–5, 6–2                                        |
| Partidos en la Cancha n.º 2                          |                                                 |                                                 |                                                 |
| Modalidad                                            | Ganadores                                       | Perdedores                                      | Resultado                                       |
| Dobles masculino - Semifinales                       | Oliver Marach Mate Pavić [16]                   | Nikola Mektić Franko Škugor                     | 4–6, 7–5, 7–6(7–4), 3–6, 17–15                  |
| Dobles mixto - Cuartos de final                      | Marcelo Demoliner' María José Martínez          | Mate Pavić Lyudmyla Kichenok                    | 6–3, 2–6, 6–3                                   |
| Fondo de color indica un partido de la rama femenina |                                                 |                                                 |                                                 |

### Día 11 (14 de julio)
- Programación del día Archivado el 14 de julio de 2018 en Wayback Machine.
- Cabezas de serie eliminados:
  - Individual masculino:  Sam Querrey [24] /  Tomáš Berdych [11]
  - Dobles femenino:  Anna-Lena Grönefeld /  Květa Peschke [12]
  - Dobles mixto:  Bruno Soares /  Yelena Vesnina [2]

| Partidos en canchas principales                      | Partidos en canchas principales                 | Partidos en canchas principales                 | Partidos en canchas principales                 |
| Partidos en el Estadio Central All England Club      | Partidos en el Estadio Central All England Club | Partidos en el Estadio Central All England Club | Partidos en el Estadio Central All England Club |
| Modalidad                                            | Ganadores                                       | Perdedores                                      | Resultado                                       |
| ---------------------------------------------------- | ----------------------------------------------- | ----------------------------------------------- | ----------------------------------------------- |
| Individual masculino - Semifinales                   | Marin Čilić [7]                                 | Sam Querrey [24]                                | 6–7(6–8), 6–4, 7–6(7–3), 7–5                    |
| Individual masculino - Semifinales                   | Roger Federer [3]                               | Tomáš Berdych [11]                              | 7–6(7–4), 7–6(7–4), 6–4                         |
| Dobles mixto - Semifinales                           | Jamie Murray Martina Hingis [1]                 | Marcelo Demoliner María José Martínez           | 6–2, 7–5                                        |
| Partidos en la Cancha n.º 1                          |                                                 |                                                 |                                                 |
| Modalidad                                            | Ganadores                                       | Perdedores                                      | Resultado                                       |
| Dobles femenino - Semifinales                        | Yekaterina Makarova Yelena Vesnina [2]          | Anna-Lena Grönefeld Květa Peschke [12]          | 7–5, 6–2                                        |
| Dobles femenino - Semifinales                        | Hao-Ching Chan Monica Niculescu [9]             | Makoto Ninomiya Renata Voráčová                 | 7–6(7–4), 6–4, 9–7                              |
| Dobles mixto - Semifinales                           | Henri Kontinen Heather Watson                   | Bruno Soares Yelena Vesnina [2]                 | 6–4, 6–7(6–8), 6–3                              |
| Fondo de color indica un partido de la rama femenina |                                                 |                                                 |                                                 |

### Día 12 (15 de julio)
- Programación del día Archivado el 14 de julio de 2018 en Wayback Machine.
- Cabezas de serie eliminados:
  - Individual femenino:  Venus Williams [10]
  - Dobles masculino:  Oliver Marach /  Mate Pavić [16]
  - Dobles femenino:  Hao-Ching Chan /  Monica Niculescu [9]

| Partidos en canchas principales                      | Partidos en canchas principales                 | Partidos en canchas principales                 | Partidos en canchas principales                 |
| Partidos en el Estadio Central All England Club      | Partidos en el Estadio Central All England Club | Partidos en el Estadio Central All England Club | Partidos en el Estadio Central All England Club |
| Modalidad                                            | Ganadores                                       | Perdedores                                      | Resultado                                       |
| ---------------------------------------------------- | ----------------------------------------------- | ----------------------------------------------- | ----------------------------------------------- |
| Individual femenino - Final                          | Garbiñe Muguruza [14]                           | Venus Williams [10]                             | 7–5, 6–0                                        |
| Dobles masculino - Final                             | Łukasz Kubot Marcelo Melo [4]                   | Oliver Marach Mate Pavić [16]                   | 5–7, 7–5, 7–6(7–2), 3–6, 13–11                  |
| Dobles femenino - Final                              | Yekaterina Makarova Yelena Vesnina [2]          | Hao-Ching Chan Monica Niculescu [9]             | 6–0, 6–0                                        |
| Partidos en la Cancha n.º 1                          |                                                 |                                                 |                                                 |
| Modalidad                                            | Ganadores                                       | Perdedores                                      | Resultado                                       |
| Individual junior femenino - Final                   | Claire Liu [3]                                  | Ann Li                                          | 6–2, 5–7, 6–2                                   |
| Fondo de color indica un partido de la rama femenina |                                                 |                                                 |                                                 |

### Día 13 (16 de julio)
- Programación del día Archivado el 15 de julio de 2018 en Wayback Machine.
- Cabezas de serie eliminados:
  - Individual masculino:  Marin Čilić [7]
  - Dobles mixto:

| Partidos en canchas principales                      | Partidos en canchas principales                 | Partidos en canchas principales                 | Partidos en canchas principales                 |
| Partidos en el Estadio Central All England Club      | Partidos en el Estadio Central All England Club | Partidos en el Estadio Central All England Club | Partidos en el Estadio Central All England Club |
| Modalidad                                            | Ganadores                                       | Perdedores                                      | Resultado                                       |
| ---------------------------------------------------- | ----------------------------------------------- | ----------------------------------------------- | ----------------------------------------------- |
| Individual masculino - Final                         | Roger Federer [2]                               | Marin Čilić [7]                                 | 6–3, 6–1, 6–4                                   |
| Dobles mixto - Final                                 | Jamie Murray Martina Hingis [1]                 | Henri Kontinen Heather Watson                   | 6–4, 6–4                                        |
| Partidos en la Cancha n.º 1                          |                                                 |                                                 |                                                 |
| Modalidad                                            | Ganadores                                       | Perdedores                                      | Resultado                                       |
| Individual junior masculino - Final                  | Alejandro Davidovich Fokina [8]                 | Axel Geller                                     | 7–6(7–2), 6–3                                   |
| Fondo de color indica un partido de la rama femenina |                                                 |                                                 |                                                 |

## Cabezas de serie
Las cabezas de serie para el campeonato se anunciaron el 28 de junio de 2017.
Se ajustaron a un sistema basado en la superficie para reflejar con más precisión el rendimiento sobre pistas de césped del jugador de acuerdo con la siguiente fórmula, aplicada a los 32 mejores jugadores de acuerdo con la clasificación de la ATP al 26 de junio de 2017:
- Los puntos de clasificación del sistema de entrada al 26 de junio de 2017.
- Más 100 % de los puntos ganados en todos los torneos de césped en los anteriores 12 meses (26 de junio de 2016 al 25 de junio de 2017).
- Añadir 75 % de los puntos ganados en los torneos de tenis de césped en los 12 meses antes del (26 de junio de 2015 a 25 de junio de 2016).

La clasificación y los puntos son al 3 de julio de 2017, debido a que el torneo tiene lugar una semana después en comparación con el 2016, la defensa de los puntos incluye los resultados tanto del campeonato de Wimbledon de 2016, como de los torneos de la semana del 11 de julio de 2016 (Hamburgo, Newport y Båstad).

### Cuadro individual masculino
| N.º | Clasif | Jugador               | Puntos | Puntos por defender | Puntos ganados | Nuevos puntos | Ronda hasta la que avanzó en el torneo              |
| --- | ------ | --------------------- | ------ | ------------------- | -------------- | ------------- | --------------------------------------------------- |
| 1   | 1      | Andy Murray           | 9390   | 2000                | 360            | 7750          | Cuartos de final, perdió ante Sam Querrey [24]      |
| 2   | 4      | Novak Djokovic        | 6055   | 90                  | 360            | 6325          | Cuartos de final, perdió ante Tomáš Berdych [11]    |
| 3   | 5      | Roger Federer         | 5265   | 720                 | 2000           | 6545          | Campeón, venció a Marin Čilić [7]                   |
| 4   | 2      | Rafael Nadal          | 7285   | 0                   | 180            | 7465          | Cuarta ronda, perdió ante Gilles Muller [16]        |
| 5   | 3      | Stan Wawrinka         | 6175   | 45                  | 10             | 6140          | Primera ronda, perdió ante Daniil Medvedev          |
| 6   | 7      | Milos Raonic          | 4150   | 1200                | 360            | 3310          | Cuartos de final, perdió ante Roger Federer [3]     |
| 7   | 6      | Marin Čilić           | 4235   | 360                 | 1200           | 5075          | Final, perdió ante Roger Federer [3]                |
| 8   | 8      | Dominic Thiem         | 3895   | 45                  | 180            | 4030          | Cuarta ronda, perdió ante Tomáš Berdych [11]        |
| 9   | 9      | Kei Nishikori         | 3830   | 180                 | 90             | 3740          | Tercera ronda, perdió ante Roberto Bautista [18]    |
| 10  | 12     | Alexander Zverev      | 3070   | 90                  | 180            | 3160          | Cuarta ronda, perdió ante Milos Raonic [6]          |
| 11  | 15     | Tomáš Berdych         | 2570   | 720                 | 720            | 2570          | Semifinal, perdió ante Roger Federer [3]            |
| 12  | 10     | Jo-Wilfried Tsonga    | 3075   | 360                 | 90             | 2805          | Tercera ronda, perdió ante Sam Querrey [24]         |
| 13  | 11     | Grigor Dimitrov       | 3070   | 90                  | 180            | 3160          | Cuarta ronda, perdió ante Roger Federer [3]         |
| 14  | 16     | Lucas Pouille         | 2570   | 360                 | 45             | 2255          | Segunda ronda, perdió ante Jerzy Janowicz [PR]      |
| 15  | 14     | Gaël Monfils          | 2695   | 10                  | 90             | 2775          | Tercera ronda, perdió ante Adrian Mannarino         |
| 16  | 26     | Gilles Müller         | 1675   | 180                 | 360            | 1855          | Cuartos de final, perdió ante Marin Čilić [7]       |
| 17  | 18     | Jack Sock             | 2335   | 90                  | 45             | 2290          | Segunda ronda, perdió ante Sebastian Ofner          |
| 18  | 19     | Roberto Bautista      | 2155   | 90                  | 180            | 2245          | Cuarta ronda, perdió ante Marin Čilić [7]           |
| 19  | 25     | Feliciano López       | 1675   | 90                  | 10             | 1595          | Primera ronda, se retiró ante Adrian Mannarino      |
| 20  | 20     | Nick Kyrgios          | 2110   | 180                 | 10             | 1940          | Primera ronda, se retiró ante Pierre-Hugues Herbert |
| 21  | 23     | Ivo Karlović          | 1835   | 250                 | 10             | 1595          | Primera ronda, perdió ante Aljaž Bedene             |
| 22  | 27     | Richard Gasquet       | 1560   | 180                 | 10             | 1390          | Primera ronda, perdió ante David Ferrer             |
| 23  | 21     | John Isner            | 1930   | 90                  | 45             | 1885          | Segunda ronda, perdió ante Dudi Sela                |
| 24  | 28     | Sam Querrey           | 1495   | 360                 | 720            | 1855          | Semifinales, Perdió ante Marin Čilić [6]            |
| 25  | 22     | Albert Ramos          | 1885   | 250                 | 90             | 1725          | Tercera ronda, perdió ante Milos Raonic [6]         |
| 26  | 31     | Steve Johnson         | 1395   | 180                 | 90             | 1305          | Tercera ronda, perdió ante Marin Čilić [7]          |
| 27  | 30     | Mischa Zverev         | 1396   | (25)                | 90             | 1461          | Tercera ronda, perdió ante Roger Federer [3]        |
| 28  | 29     | Fabio Fognini         | 1430   | 45                  | 90             | 1475          | Tercera ronda, perdió ante Andy Murray [1]          |
| 29  | 32     | Juan Martín del Potro | 1325   | 90                  | 45             | 1280          | Segunda ronda, perdió ante Ernests Gulbis           |
| 30  | 34     | Karen Jachanov        | 1176   | 10                  | 90             | 1256          | Tercera ronda, perdió ante Rafael Nadal [4]         |
| 31  | 35     | Fernando Verdasco     | 1175   | 10                  | 10             | 1175          | Primera ronda, perdió ante Kevin Anderson           |
| 32  | 33     | Paolo Lorenzi         | 1188   | 10                  | 45             | 1223          | Segunda ronda, perdió ante Jared Donaldson          |

#### Bajas masculinas notables
| Clasif | Jugador       | Puntos | Puntos por defender | Puntos ganados | Nuevos puntos | Motivo                       |
| ------ | ------------- | ------ | ------------------- | -------------- | ------------- | ---------------------------- |
| 13     | David Goffin  | 2785   | 180                 | 0              | 2605          | Esguince de tobillo          |
| 17     | Pablo Carreño | 2360   | 10                  | 0              | 2350          | Lesión abdominal             |
| 24     | Pablo Cuevas  | 1735   | 10                  | 0              | 1725          | Lesión en la rodilla derecha |

### Cuadro individual femenino
Las cabezas de serie se basan en la clasificación de la WTA al 26 de junio de 2017.
La clasificación y los puntos son anteriores al 3 de julio de 2017, dado que el torneo tiene lugar una semana más tarde que en 2016, los puntos defendidos incluyen los resultados tanto del Campeonato de Wimbledon de 2016 como de los torneos de la semana del 11 de julio de 2016 (Bucarest y Gstaad).
| N.º | Clasif | Jugadora                  | Puntos | Puntos por defender | Puntos ganados | Nuevos puntos | Ronda hasta la que avanzó en el torneo                  |
| --- | ------ | ------------------------- | ------ | ------------------- | -------------- | ------------- | ------------------------------------------------------- |
| 1   | 1      | Angelique Kerber          | 7035   | 1300                | 240            | 5975          | Cuarta ronda, perdió ante Garbiñe Muguruza [14]         |
| 2   | 2      | Simona Halep              | 6920   | 430+280             | 430+30         | 6670          | Cuartos de final, perdió ante Johanna Konta [6]         |
| 3   | 3      | Karolína Plíšková         | 6855   | 70                  | 70             | 6855          | Segunda ronda, perdió ante Magdaléna Rybáriková [PR]    |
| 4   | 5      | Elina Svitolina           | 4765   | 70                  | 240            | 4935          | Cuarta ronda, perdió ante Jeļena Ostapenko [13]         |
| 5   | 6      | Caroline Wozniacki        | 4550   | 10                  | 240            | 4780          | Cuarta ronda, perdió ante Coco Vandeweghe [24]          |
| 6   | 7      | Johanna Konta             | 4400   | 70                  | 780            | 5110          | Semifinales perdió ante Venus Williams [10]             |
| 7   | 8      | Svetlana Kuznetsova       | 4310   | 240                 | 430            | 4500          | Cuartos de final, perdió ante Garbiñe Muguruza [14]     |
| 8   | 9      | Dominika Cibulková        | 4010   | 430                 | 130            | 3710          | Tercera ronda, perdió ante Ana Konjuh [27]              |
| 9   | 10     | Agnieszka Radwańska       | 3985   | 240                 | 240            | 3985          | Cuarta ronda, perdió ante Svetlana Kuznetsova [7]       |
| 10  | 11     | Venus Williams            | 3941   | 780                 | 1300           | 4461          | Final, perdió ante Garbiñe Muguruza [14]                |
| 11  | 12     | Petra Kvitová             | 3135   | 70                  | 70             | 3135          | Segunda ronda, perdió ante Madison Brengle              |
| 12  | 14     | Kristina Mladenovic       | 3095   | 10                  | 70             | 3155          | Segunda ronda, perdió ante Alison Riske                 |
| 13  | 13     | Jeļena Ostapenko          | 3110   | 10                  | 430            | 3530          | Cuartos de final, perdió ante Venus Williams [10]       |
| 14  | 15     | Garbiñe Muguruza          | 3060   | 70                  | 2000           | 4990          | Campeona, venció a Venus Williams [10]                  |
| 15  | 16     | Yelena Vesnina            | 2831   | 780                 | 70             | 2121          | Segunda ronda, perdió ante Victoria Azarenka [PR]       |
| 16  | 17     | Anastasiya Pavliuchenkova | 2580   | 430                 | 10             | 2160          | Primera ronda, perdió ante Arina Rodionova [Q]          |
| 17  | 18     | Madison Keys              | 2523   | 240                 | 70             | 2353          | Segunda ronda, perdió ante Camila Giorgi                |
| 18  | 19     | Anastasija Sevastova      | 2325   | 10+180              | 70+30          | 2235          | Segunda ronda, perdió ante Heather Watson [WC]          |
| 19  | 20     | Timea Bacsinszky          | 1873   | 130+110             | 130+1          | 1764          | Tercera ronda, perdió ante Agnieszka Radwańska [9]      |
| 20  | 21     | Daria Gavrilova           | 1800   | 70                  | 10             | 1740          | Primera ronda, perdió ante Petra Martić [Q]             |
| 21  | 22     | Caroline Garcia           | 1785   | 70                  | 240            | 1955          | Cuarta ronda, perdió ante Johanna Konta [6]             |
| 22  | 23     | Barbora Strýcová          | 1785   | 130                 | 70             | 1725          | Segunda ronda, perdió ante Naomi Osaka                  |
| 23  | 24     | Kiki Bertens              | 1685   | 130+180             | 10+1           | 1386          | Primera ronda, perdió ante Sorana Cîrstea               |
| 24  | 25     | Coco Vandeweghe           | 1658   | 240                 | 430            | 1848          | Cuartos de final, perdió ante Magdaléna Rybáriková [PR] |
| 25  | 27     | Carla Suárez              | 1645   | 240                 | 70             | 1475          | Segunda ronda, perdió ante Shuai Peng                   |
| 26  | 28     | Mirjana Lučić-Baroni      | 1632   | 10                  | 10             | 1632          | Primera ronda, perdió ante Carina Witthöft              |
| 27  | 29     | Ana Konjuh                | 1615   | 70                  | 240            | 1785          | Cuarta ronda, perdió ante Venus Williams [10]           |
| 28  | 26     | Lauren Davis              | 1646   | (55)                | 10             | 1601          | Primera ronda, perdió ante Varvara Lepchenko            |
| 29  | 30     | Daria Kasatkina           | 1580   | 130                 | 70             | 1520          | Segunda ronda, perdió ante Anett Kontaveit              |
| 30  | 31     | Shuai Zhang               | 1550   | 10                  | 10             | 1550          | Primera ronda, perdió ante Viktorija Golubic            |
| 31  | 33     | Roberta Vinci             | 1495   | 130                 | 10             | 1375          | Primera ronda, perdió ante Kristýna Plíšková            |
| 32  | 34     | Lucie Šafářová            | 1450   | 240                 | 70             | 1280          | Segunda ronda, perdió ante Shelby Rogers                |

#### Bajas femeninas notables
| Clasif | Jugadora        | Puntos | Puntos por defender | Puntos ganados | Nuevos puntos | Motivo               |
| ------ | --------------- | ------ | ------------------- | -------------- | ------------- | -------------------- |
| 4      | Serena Williams | 4810   | 2000                | 0              | 2810          | Embarazo             |
| 32     | Laura Siegemund | 1500   | 10+110              | 0+1            | 1381          | Lesión en la rodilla |

## Cabezas de serie dobles
| Jugadores             | Jugadores              | Clasif | N.º |
| --------------------- | ---------------------- | ------ | --- |
| Henri Kontinen        | John Peers             | 3      | 1   |
| Pierre-Hugues Herbert | Nicolas Mahut          | 11     | 2   |
| Jamie Murray          | Bruno Soares           | 11     | 3   |
| Łukasz Kubot          | Marcelo Melo           | 11     | 4   |
| Bob Bryan             | Mike Bryan             | 18     | 5   |
| Ivan Dodig            | Marcel Granollers      | 25     | 6   |
| Raven Klaasen         | Rajeev Ram             | 25     | 7   |
| Rohan Bopanna         | Édouard Roger-Vasselin | 37     | 8   |
| Jean-Julien Rojer     | Horia Tecău            | 42     | 9   |
| Ryan Harrison         | Michael Venus          | 45     | 10  |
| Feliciano López       | Marc López             | 48     | 11  |
| Juan Sebastián Cabal  | Robert Farah           | 48     | 12  |
| Fabrice Martin        | Daniel Nestor          | 60     | 13  |
| Florin Mergea         | Aisam-ul-Haq Qureshi   | 65     | 14  |
| Julio Peralta         | Horacio Zeballos       | 68     | 15  |
| Oliver Marach         | Mate Pavić             | 72     | 16  |

| Jugadoras             | Jugadoras           | Clasif | N.º |
| --------------------- | ------------------- | ------ | --- |
| Bethanie Mattek-Sands | Lucie Šafářová      | 3      | 1   |
| Yekaterina Makarova   | Yelena Vesnina      | 8      | 2   |
| Yung-Jan Chan         | Martina Hingis      | 9      | 3   |
| Tímea Babos           | Andrea Hlaváčková   | 19     | 4   |
| Lucie Hradecká        | Kateřina Siniaková  | 31     | 5   |
| Abigail Spears        | Katarina Srebotnik  | 40     | 6   |
| Julia Görges          | Barbora Strýcová    | 41     | 7   |
| Ashleigh Barty        | Casey Dellacqua     | 41     | 8   |
| Hao-Ching Chan        | Monica Niculescu    | 44     | 9   |
| Gabriela Dabrowski    | Xu Yifan            | 47     | 10  |
| Raquel Atawo          | Jeļena Ostapenko    | 49     | 11  |
| Anna-Lena Grönefeld   | Květa Peschke       | 56     | 12  |
| Kirsten Flipkens      | Sania Mirza         | 57     | 13  |
| Kiki Bertens          | Johanna Larsson     | 61     | 14  |
| Andreja Klepač        | María José Martínez | 63     | 15  |
| Eri Hozumi            | Miyu Kato           | 77     | 16  |

### Dobles mixto
| Jugadores              | Jugadores           | Clasif | N.º |
| ---------------------- | ------------------- | ------ | --- |
| Jamie Murray           | Martina Hingis      | 8      | 1   |
| Bruno Soares           | Yelena Vesnina      | 10     | 2   |
| Łukasz Kubot           | Yung-Jan Chan       | 14     | 3   |
| Ivan Dodig             | Sania Mirza         | 18     | 4   |
| Édouard Roger-Vasselin | Andrea Hlaváčková   | 24     | 5   |
| Rajeev Ram             | Casey Dellacqua     | 32     | 6   |
| Raven Klaasen          | Katarina Srebotnik  | 34     | 7   |
| Jean-Julien Rojer      | Hao-ching Chan      | 43     | 8   |
| Juan Sebastián Cabal   | Abigail Spears      | 43     | 9   |
| Rohan Bopanna          | Gabriela Dabrowski  | 44     | 10  |
| Daniel Nestor          | Andreja Klepač      | 46     | 11  |
| Max Mirnyi             | Yekaterina Makarova | 50     | 12  |
| Aisam-ul-Haq Qureshi   | Anna-Lena Grönefeld | 52     | 13  |
| Marcin Matkowski       | Květa Peschke       | 68     | 14  |
| Michael Venus          | Barbora Krejčiková  | 71     | 15  |
| Roman Jebavý           | Lucie Hradecká      | 79     | 16  |

## Invitados
| - Márton Fucsovics - Tommy Haas - Brydan Klein - Cameron Norrie - Denis Shapovalov - James Ward | - Katie Boulter - Naomi Broady - Zarina Diyas - Bethanie Mattek-Sands - Laura Robson - Heather Watson |

| - Jay Clarke / Marcus Willis - Scott Clayton / Jonny O'Mara - Brydan Klein / Joe Salisbury - Thanasi Kokkinakis / Jordan Thompson - Ken Skupski / Neal Skupski | - Katie Boulter / Katie Swan - Harriet Dart / Katy Dunne - Jocelyn Rae / Laura Robson |

| - Liam Broady / Naomi Broady - Dominic Inglot / Laura Robson - Joe Salisbury / Katy Dunne - Ken Skupski / Jocelyn Rae - Neal Skupski / Anna Smith |

## Clasificación
| 1. Simone Bolelli 2. Stefanos Tsitsipas 3. Taylor Fritz 4. Peter Gojowczyk 5. Andréi Rubliov 6. Alexander Ward 7. Andrew Whittington 8. Lukáš Rosol 9. Illya Marchenko 10. Daniel Brands 11. Sergiy Stakhovsky 12. Ruben Bemelmans 13. Christian Garin 14. Sebastian Ofner 15. Stefano Travaglia 16. Nicolás Jarry | 1. Petra Martić 2. Alison Van Uytvanck 3. Ons Jabeur 4. Françoise Abanda 5. Anna Blinkova 6. Aryna Sabalenka 7. Anastasia Potapova 8. Irina Falconi 9. Polona Hercog 10. Bianca Andreescu 11. Arina Rodionova 12. Marina Erakovic |

| 1. Johan Brunström / Andreas Siljeström 2. Kevin Krawietz / Igor Zelenay 3. Hugo Nys / Antonio Šančić 4. Cheng-peng Hsieh / Max Schnur | 1. Natela Dzalamidze / Veronika Kudermetova 2. Paula Kania / Nina Stojanović 3. Monique Adamczak / Storm Sanders 4. İpek Soylu / Varatchaya Wongteanchai |

## Campeones defensores
| Evento                      | Campeones de 2016                   | Campeones de 2017                  |
| --------------------------- | ----------------------------------- | ---------------------------------- |
| Individual masculino        | Andy Murray                         | Roger Federer                      |
| Individual femenino         | Serena Williams                     | Garbiñe Muguruza                   |
| Dobles masculino            | Pierre-Hugues Herbert Nicolas Mahut | Łukasz Kubot Marcelo Melo          |
| Dobles femenino             | Serena Williams Venus Williams      | Yekaterina Makarova Yelena Vesnina |
| Dobles mixto                | Henri Kontinen Heather Watson       | Martina Hingis Jamie Murray        |
| Individual júnior masculino | Denis Shapovalov                    | Alejandro Davidovich Fokina        |
| Individual júnior femenino  | Anastasia Potapova                  | Claire Liu                         |
| Dobles júnior masculino     | Kenneth Raisma Stefanos Tsitsipas   | Axel Geller Hsu Yu-hsiou           |
| Dobles júnior femenino      | Usue Maitane Arconada Claire Liu    | Olga Danilović Kaja Juvan          |

## Campeones

### Sénior

#### Individual masculino
Roger Federer venció a  Marin Čilić por 6-3, 6-1, 6-4

#### Individual femenino
Garbiñe Muguruza venció a  Venus Williams por 7-5, 6-0

#### Dobles masculino
Łukasz Kubot /  Marcelo Melo vencieron a  Oliver Marach /  Mate Pavić por 5-7, 7-5, 7-6(2), 3-6, 13-11

#### Dobles femenino
Yekaterina Makarova /  Yelena Vesnina vencieron a  Hao-Ching Chan /  Monica Niculescu por 6-0, 6-0

#### Dobles mixtos
Martina Hingis /  Jamie Murray vencieron a  Heather Watson /  Henri Kontinen por 6-4, 6-4

### Júnior

#### Individual masculino
Alejandro Davidovich Fokina venció a  Axel Geller por 7-6(2), 6-3

#### Individual femenino
Claire Liu venció a  Ann Li por 6-2, 5-7, 6-2

#### Dobles masculino
Axel Geller /  Hsu Yu-hsiou vencieron a  Jurij Rodionov /  Michael Vrbenský por 6-4, 6-4

#### Dobles femenino
Olga Danilović /  Kaja Juvan vencieron a  Caty McNally /  Whitney Osuigwe por 6-4, 6-3

### Invitación

#### Dobles masculino
Lleyton Hewitt /  Mark Philippoussis vencieron a  Justin Gimelstob /  Ross Hutchins por 6-3, 6-3

#### Dobles femenino
Cara Black /  Martina Navrátilová vencieron a  Arantxa Sánchez Vicario /  Selima Sfar por 6-2, 4-6, [10-4]

#### Dobles sénior masculino
Jacco Eltingh /  Paul Haarhuis vencieron a  Richard Krajicek /  Mark Petchey por 4-6, 6-3, [10-6]

### Silla de ruedas

#### Individual masculino
Stefan Olsson venció a  Gustavo Fernández por 7-5, 3-6, 7-5

#### Individual femenino
Diede de Groot venció a  Sabine Ellerbrock por 6-0, 6-4

#### Dobles masculino
Alfie Hewett /  Gordon Reid vencieron a  Stéphane Houdet /  Nicolas Peifer por 6-7(5), 7-5, 7-6(3)

#### Dobles femenino
Yui Kamiji /  Jordanne Whiley vencieron a  Marjolein Buis /  Diede de Groot por 2-6, 6-3, 6-0